# Консеквенцијализам
Консеквенцијализам је класа норматиних етичких теорија којом се тврди да су консеквенце нечијег понашања ултимативна основа за било какав суд о исправности или погрешности тог понашања (деловања). Према томе, из тачке гледишта консеквенцијалисте, морално исправан чин (или изостанак деловања) представља оно што ће произвести добар исход од. последицу. У екстремној форми, идеја консеквенцијализма је углавном упакована у изреку „крај оправдава средства” (или макијавелистичко стандардно „циљ оправдава средство”), што подразумева да ако је циљ морално довољно важан — било који метод постизања истог је прихватљив.
Консеквенцијализам се често супротставља деонтолошкој етици (или деонтологији), и то по томе што деонтологија — у којој су правила и моралне обавезе у центру — изводи исправност или погрешност нечијег чињења из самог карактера понашања уместо исхода тог чињења. Такође се супротставља етици врлина, која се фокусира на карактер чиниоца уместо на саму природу или последице чина (или изостанак истог); као и прагматичној етици, која третира моралност као науку: напредовати социјално током више животних векова, тако да је било који морални критеријум предмет ревидирања. Консеквенцијалистичке теорије се разликују у томе како дефинишу морална добра.
Неки тврде да консеквенцијалистичке и деонтолошке теорије нису нужно међусобно (узајамно) искључиве. На пример, Томас Мајкл Сканлон се залаже за идеју да се људска права — која се углавном сматрају „деонтолошким” концептом — могу оправдати само узимајући у обзир последице имања ових права. Слично овоме, Роберт Нозик заступа теорију која је углавном консеквенцијалистичка, с тим да уводи непрекршива „бочна ограничења” која забрањују врсте деловања која су чиниоцима забрањена да их раде.

## Филозофије

### Консеквенцијализам стања
Посао благонаклоног човека је да тражи да промовише оно што је благотворно за свет и да елиминише оно што је штетно, те да пружи модел за свет. Које користи ће донети; шта не користи људима он ће напустити.— Моци, Моци (5. век п. н. е.); део I
Моцистички консеквенцијализам, такође познат као консеквенцијализам стања, јесте етичка теорија која процењује моралну вредност акције на основу тога колико доприноси добробити стања. Према Станфордској енциклопедији филозофије, моцистички консеквенцијализам, који датира још из 5. века п. н. е., представља „светску најранију форму консеквенцијализма, изузетно софистицирану верзију засновану на плуралитету интринсичних добара која се узимају као конститутивна за људско благостање.”
За разлику од утилитаризма, који гледа на корисност као једино морално добро, „основна добра у моцистичком консеквенцијалистичком размишљању су ... ред, материјално богатство и повећање популације”. Током Моцијеве ере, рат и глад су били уобичајени, а раст популације се схватао као морална неопходност за хармонично друштво. „Материјално богатство” моцистичког консеквенцијализма се односи на основна добра као што су заклон и одећа, а „ред” моцистичког консеквенцијализма се односи на Моцијево становиште по питању благостања и насиља, које је он видео као бесмислено и претњу друштвеној стабилности. Синолог са Станфорда, Дејвид Шеперд Нивижон, у делу Историја Кембриџа и древна Кина пише да су морална добра моцизма „међуповезана: више основног богатства, онда више репродукције; више људи, онда више продукције и богатства... ако људи имају много, биће добри, филијални, поштени и тако даље непроблематично”.
Моцисти су веровали да је моралност заснована на „промовисању бенефита за све под небом и елиминасању штете за све под небом”. Супротно погледима Џеремија Бентама, консеквенцијализам стања није утилитаристички јер није хедонистички или индивидуалистички. Важност исхода који су добри за заједницу претегнуће важност индивидуалног задовољства и бола. Термин консеквенцијализам стања такође се примењује у политичкој филозофији Конфучијевог филозофа Сјуена Куанга.
С друге стране, „легалистички” текст „Хан Феј” (кин: 韓非子) „мотивисан је готово потпуно из тачке гледишта чиниоца”.

### Утилитаризам
Природа је поставила људску врсту под управљање два суверена господара, бол и задовољство. Само је за њих саме да се истакне шта би требало да радимо, као и да одредимо шта да чинимо. У једну руку стандардно исправно и погрешно, у другу ланац узрока и ефеката, причвршћени су за њихов трон. Они управљају нама у свему што радимо, у свему што размишљамо...— Џереми Бентам, Принципи морала и легислације (1789); гл. I, pp. 1.
Укратко, Џереми Бентам каже да људе покрећу њихови интереси и њихови страхови — али њихови интереси имају приоритет у односу на њихове страхове и њихови интереси се спроводе (у дело) према ономе како људи виде последице које би могле да буду укључене са њиховим интересима. „Срећа” је овим принципом дефинисана као максимизација задовољства и минимизација бола.
Кроз историју, хедонистички утилитаризам је парадигматични пример консеквенцијалистичке моралне теорије. Овај облик утилитаризма је такав да се тврди да оно што је важно „агрегира” срећу; срећа свих а не срећа било које појединачне особе. Џон Стјуарт Мил, у свом излагању о хедонистичком утилитаризму, предлаже хијерархију задовољстава — што значи да је тежња ка одређеним врстама задовољства више цењена од трагања за другим задовољствима. Како год, неки савремени утилитаристи — као што је Питер Сингер, забринути су што се тиче максимизирања сатисфакције преференција; отуда „утилитаризам преференције”. Други савремени облици утилитаризма огледају форме консеквенцијализма истакнуте испод.

### Етички егоизам
Етички егоизам се може разумети као консеквенцијалистичка теорија према којој се консеквенце за појединог чиниоца узимају у обзир више него било који други резултат. Стога, егоизам ће прописивати акције које могу да буду од користи, штетне или неутралне за добро осталих. Неки, попут Хенрија Сиџвика, тврде да одређен степен егоизма "промовише" опште добро друштва из два разлога: зато што појединци знају најбоље како да задовоље себе, те пошто ако би свако био строги алтруиста онда би се опште благостање неминовно смањило.

### Етички алтруизам
Етички алтруизам се може разматрати као консеквенцијалистичка етика која прописује да појединац предузима акције које имају најбоље последице за свакога осим њега самога. Ово је заступао Огист Конт, који је сковао термин алтруизам и чија се етика може сумирати у фрази „Живи за друге”.

### Консеквенцијализам правила
Уопштено, консеквенцијалистичке теорије се фокусирају на акције (деловање). Међутим, ово не мора да буде случај. Консеквенцијализам правила је теорија која се понекад види као покушај измирења деонтологије и консеквенцијализма — а у неким случајевима се ово наводи као критика консеквенцијализма правила. Као и деонтологија, консеквенцијализам правила је теорија којом се тврди да морално понашање укључује одређена правила. Међутим, консеквенцијализам правила одабире правила на основу последица које одабир тих правила има. Консеквенцијализам правила постоји у облику утилитаризма правила и егоизма правила.
Различити теоретичари су подељени по питању тога да ли су правила једино што одређује морално понашање или не. На пример, Роберт Нозик тврди да је одређени сет минималних правила, које он назива „бочним ограничењима” или „постраничним ограничењима” (енгл. side-constraints), неопходан да би се осигурале одговарајуће акције. Такође, постоје разлике око тога колико су апсолутна ова морална правила. Према томе, док су Нозикова бочна ограничења апсолутне забране понашања, Амартја Сен предлаже теорију којом се препознаје важност одређених правила али ова правила нису апсолутна. То значи да се могу прекршити ако би стриктно држање тих правила довело до много више нежељених последица.
Једна од најчешћих замерки за консеквенцијализам правила је та да је некохерентан, пошто се заснива на консеквенцијалистичком принципу да оно око чега треба да се бринемо максимизује добро, али нам онда говори да не делујемо ради максимизовања добра него да пратимо правила (чак и у случајевима кад знамо да би кршење правила дало боље резултате).
Бред Хукер је избегао ову замерку не заснивајући своју форму консеквенцијализма правила на идеалу максимизирања доброг. Он пише:
... најбољи аргумент за консеквенцијализам правила није да се исти изводи из свеобухватне посвећености да се максимизира добро. Најбољи аргумент за консеквенцијализам правила је тај да функционише боље од свог ривала и покушава да повеже наше моралне обавезе, те да нам понуди помоћ око наших моралних неслагања и неодређености.
Дерек Парфит описује књигу Бреда Хукера о консеквенцијализму правила, Идеални код[екс], реални свет (енгл. Ideal Code, Real World), као „најбољу изјаву и одбрану, досад, једне од најважнијих моралних теорија”.

### Консеквенцијализам на два нивоа
Приступ са два нивоа укључује упуштање у критичко расуђивање и разматрање могућих рамификација акција појединца пре доношења етичке одлуке, али враћање на генерално поуздана морална правила када неко није у позицији да се одмакне и испита дилему као целину (в. ткђ. Једно). У пракси, ово је изједначено са придржавањем принципа консеквенцијализма правила када неко може једино расуђивати на интуитивном нивоу, а консеквенцијализма деловања када је у позицији да се одмакне и промисли на више критичком нивоу.
Ово становиште се може описати као измиривање консеквенцијализма деловања (у којем моралност акције одређују ефекти те акције) и консеквенцијализма правила (у којем се морално понашање изводи из следећих правила која воде до позитивних исхода).
Приступ консеквенцијализму са два нивоа се често повезује са Ричардом Мервином Хером и Питером Сингером.

### Консеквенцијализам мотива
Друга консеквенцијалистичка верзија је консеквенцијализам мотива који разматра да ли стање ствари које резултује из мотива да се одабере акција боље или барем довољно добро као и свако алтернативно стање ствари које би било резултат алтернативних акција. Ова верзија даје значај мотиву деловања и повезује га са његовим последицама. Чин тако може да не буде погрешан ако је одлука да се делује била заснована на исправном (непогрешном) мотиву. Могући закључак је да се појединца не може кривити за погрешно расуђивање ако је мотивација била да ради добро.

### Негативни консеквенцијализам
Већина консеквенцијалистичких теорија фокусира се на "промовисање" неког облика добрих последица. Међутим, негативни утилитаризам излаже консеквенцијалистичку теорију која се фокусира једино на минимизирање лоших последица.
Једна од главних разлика између ових двају приступа је одговорност чиниоца. Позитивни консеквенцијализам захтева да ми доведемо до доброг стања или ствари, док негативни консеквенцијализам захтева да избегавамо оне лоше. Јача верзија негативног консеквенцијализма захтеваће активну интервенцију да се спречи лоше и ублажи постојећа штета. У слабијој верзији, једноставно стрпљење (попуштање, толеранција) односно суздржавање од деловања којим се настоји наштетити другоме је довољно. Пример овога је аргумент клизаве низбрдице, који подстиче друге да избегавају специфичан чин на темељу тога да би ултимативно могао да доведе до нежељених последица.
Честе „негативне” консеквенцијалистичке теорије истичу да је смањивање патње важније него повећавање задовољства. Карл Попер, примера ради, тврди: „... из моралне тачке гледишта, бол не може бити надмашен задовољством...”. (Док Попер није консеквенцијалиста per se, ово се узима као класична изјава негативног утилитаризма.) При разматрању теорије правде, негативни консеквенцијалисти могу да користе сведржавни или принцип са глобалним досегом: смањење патње (за оне онемогућене) вредније је него повећавање задовољства (за оне богате или у луксузу).

### Телеолошка етика
Телеолошка (грч. τέλος télos — „намера”, „сврха”, „циљ”, „крај” + грч. λόγος lógos — „реч”, „говор”, „дискурс”, „знаност”, „наука”) етика је етичка теорија којом се тврди да циљеви или последице чина одређују да ли је чин добро или зло. О телеолошким теоријама се углавном расправља у супротности према деонтолошким етичким теоријама, којима се тврди да су сами чинови инхерентно (суштински) добри или зли — без обзира на последице чинова.
Телеолошке теорије се разликују по природи циља/краја које акције треба да произведу. Еудамонистичке теорије (грч. εὐδαιμονία eudaimonía — „благостање”, „срећа”) држе да се циљ етике састоји у некој функцији или активности која одговара човеку као људском бићу те тако тежи истицању култивације врлине или изврсности код чиниоца као крај сваког деловања. Ово би могло да буду класичне врлине — храброст, умереност, праведност и мудрост — које су промовисале грчки идеал човека као „рационалне животиње”, или пак примарно теолошке врлине — вера, нада и љубав — које су разликовале верски идеал човека као створеног у слици Бога.
Теоријама утилитаристичког типа тврди се да се крај састоји у искуству или осећају чињења дела. Хедонизам, на пример, учи да је овај осећај задовољство — било појединца (као у егоизму; енглески филозоф из 17. века: Томас Хобс) или свакога (као у универзалистичком хедонизму, или утилитаризму; енглески филозофи из 19. века: Џереми Бентам, Џон Стјуарт Мил и Хенри Сиџвик) — са формулом „највеће задовољство највећег броја”.
Други погледи утилитаристичког типа укључују тврдње да је крај/циљ акције преживљавање и раст, као код еволуционе етике (енглески филозоф из 19. века: Херберт Спенсер); искуство моћи, као код деспотизма; сатисфакција и прилагођавање, као код прагматизма (амерички филозофи из 20. века: Ралф Бартон Пери и Џон Дјуи); и слобода, као код егзистенцијализма (француски филозоф из 20. века: Жан-Пол Сартр).
Главни проблем код еудамонистичких теорија је да се покаже да ће вођење "живота врлина" такође бити попраћено срећом — освајањем добара која се сматрају главним циљем акције. Да Јов треба да пати, а Сократ и Исус умру док зли просперирају, тада изгледа као неправда. Еудамонисти генерално одговарају да је универзум моралан и да се, према Сократовим речима, „Никакво зло не може десити добром човеку, ни у животу ни после смрти”; или, према Исусовим речима, „Онај ко издржи до краја биће спасен” (Матеј 10:22).
Утилитаристичке теорије, с друге стране, морају да дају одговор на оптужбу да циљ не оправдава средства. И проблем се јавља у овим теоријама пошто теже раздвајању постигнутих циљева од акција којима су ови циљеви постигнути. Једна импликација утилитаризма је да намера појединца у извршавању дела може да укључује све предвиђене последице истог. Доброта намере онда осликава баланс доброг и злог које долази од ових последица, без граница наметнутих њиме по природи самог чина — чак и да је, рецимо, прекршење обећања или смакнуће невиног човека. Утилитаризам, при одговору на ову оптужбу, мора да покаже или да оно што је наочиглед неморално није у ствари такво или да — ако стварно јесте такво — онда приближи егзаминацију последица које ће ову чињеницу изнети на светло. Идеални утилитаризам (Џорџ Едвард Мур и Хејстингс Рашдал) покушава да се суочи са овом потешкоћом заступајући плуралитет крајева и укључујући међу њима постигнуће саме врлине, које — како је рекао Џон Стјуарт Мил — „може да се види као добро по себи, а пожељно као такво са интензитетом јаким као и било које друго добро”.

### Дела и изостајање дела, „доктрина деловања и нечињења”
Пошто чисти консеквенцијализам тврди да се о делу треба судити једино по његовом резултату, још више консеквенцијалистичке теорије тврде да намерна акција није нимало различита од намерне акције да се нешто не учини. Ово је у супротности са „доктрином деловања и нечињења”, коју подржавају неки медицински етичари и неке религије: иста заступа да има довољно моралне разлике између дела и намерног нечињења дела што води истом исходу. Ово супротстављање се доводи у питање у проблемима као што је добровољна еутаназија.

## Питања

### Смернице за деловање
Једна важна карактеристика многих нормативних моралних теорија као што је консеквенцијализам је могућност доношења практичних моралних судова. У најмању руку, било која морална теорија мора да дефинише тачку гледишта из које доброта последица треба да буде одређена. Оно што је примарно на коцки овде је одговорност чиниоца.

#### Идеални посматрач
Једна честа тактика међу консеквенцијалистима, поготово онима приврженим алструистичком (несебичном) објашњавању консеквенцијализма, јесте увођење идеалног, неутралног посматрача од којег се морална расуђивања могу донети. Џон Ролс, критичар утилитаризма, заступа став да се утилитаризам — заједно са другим облицима консеквенцијализма — ослања на перспективе таквог идеалног посматрача. Одређене карактеристике овог идеалног посматрача могу да варирају од свезнајућег посматрача (који би разумео све последице било које акције) до идеално информисаног посматрача (који зна толико колико се разумно може очекивати, али не нужно све околности или све могуће последице). Косеквенцијалистичке теорије које усвајају ову парадигму држе да је исправна акција акција која ће донети најбоље последице из перспективе идеалног посматрача.

#### Реални посматрач
У пракси, веома је тешко и понекад немогуће усвојити тачку гледишта идеалног посматрача. Индивидуални морални актери не знају све о својим одређеним ситуацијама, а тако и не знају све могуће последице својих потенцијалних акција. Из овог разлога, неки теоретичари су заговарали став да консеквенцијалистичке теорије једино могу да од чиниоца захтевају да одаберу исправну акцију у линији са ониме што знају о ситуацији. Међутим, ако се овај приступ усвоји наивно, онда се за моралне чиниоце који — на пример — безобзирно не успевају да се огледају у својој ситуацији, те делују на начин који доноси ужасне резултате, може рећи да делују на начин који се морално може оправдати. Деловати у ситацији без информисања себе о околностима ситуације може довести да чак и акције које су чак и с најбољом намером дају мизерне последице. Као резултат, може се расправљати да постоји морални императив за чиниоца да "себе обавести" колико је то могуће о ситуацији пре доношења суда о одговарајућем смеру акције. Овај императив, наравно, изводи се из консеквенцијалног размишљања: боље информисан чинилац је у могућности да произведе боље последице.

### Последице за кога
Моралне акције увек имају последице за одређене људе или ствари. Разне врсте консеквенцијализма могу да се диференцирају корисношћу добрих последица. Стога, појединац може поставити питање: „Последице за кога?”

#### Фокус на чиниоца и неутралност чиниоца
Фундаментална дистинкција може да се види између теорија које захтевају да чиниоци делују за циљ можда одвојени од сопствених интереса и порива, те теорија које дозвољавају да чиниоци делују за циљеве у којима имају неки лични интерес или мотивацију. Ово се може назвати теоријом „неутралности чиниоца” (енгл. "agent-neutral" theory) и теоријом са „фокусом на чиниоца” (енгл. "agent-focused" theory), редом.
Консеквенцијализам са неутралним чиниоцем игнорише специфичну вредност коју стање ствари има за одређеног чиниоца. Тако у теорији неутралности чиниоца, актерови лични циљеви се не броје више од циљева било кога другог при процењивању коју акцију актер треба да предузме. Консеквенцијализам са фокусом на чиниоца, с друге стране, фокусира се на одређене потребе моралног чиниоца. Тако у исказу са фокусом на чиниоца, као што је онај који истиче Питер Рејлтон, чинилац може да буде забринут за опште благостање али је више забринут за тренутно благостање себе и својих пријатеља или породице.
Ова два приступа могу да се "измире" узимајући у обзир тензију између интереса чиниоца као појединца и члана разних група, те тражења начина да се некако оптимизује међу свим овим интересима. На пример, може да буде смислено разговарати о акцији као доброј за некога као појединца, али лошој за тог некога као грађанина свог града.

#### Са човеком у центру
Многе консеквенцијалистичке теорије могу да изгледају примарно забринуте људским бићима и њиховим односима са другим људским бићима. Међутим, неки филозофи заступају тачку гледишта да не би требало да ограничавамо своје етичко разматрање наспрам интереса самог људског бића. Џереми Бентам, који се сматра оснивачем утилитаризма, сматра да животиње могу искусити задовољство и бол; стога захтева да "нељудске животиње" (енгл. non-human animals) морају да буду озбиљан предмет моралног разматрања и бриге. Релативно недавно (2002), Питер Сингер је тврдио да је неразумно да не дајемо једнако разматрање интереса животиња наспрам оних људских бића при одабиру начина на који их третирамо. Таква једнака разматрања не имплицирају нужно идентично третирање људи и нељуди, ништа више него што нужно имплицирају једнако третирање свих људи.

### Вредност последица
Један начин да се поделе разни консеквенцијализми је тип последица за које се сматра да су најважније, тј. које последице се броје као добра стања или ствари. Према утилитаризму, добро деловање је оно које резултује повећањем задовољства, а најбоље деловање је оно које резултује са највише задовољства за највећи број. Уско повезан је еудаимонички консеквенцијализам, према којем је пуни — живот који цвета (који може а и не мора да буде исто што и велика количина задовољства) ултимативни циљ. Слично овоме, појединац може да усвоји естетички консеквенцијализам, у којем је крајњи циљ произвести лепоту. Међутим, појединац се може фиксирати на нефизиолошким добрима као релевантном ефекту. Стога може трагати за повећањем у материјалној једнакости или политичкој слободи уместо нечему што је више ефемерно (краткотрајно) „задовољство”. Други теоретичари усвајају "пакет" неколико добара, од којих свако треба да се промовише подједнако.

### Етика врлина
Консеквенцијализам такође може да буде у контрасту са аретаичним моралним теоријама као што је етика врлина. Док консеквенцијалистичке теорије кажу да акција треба да буде примарни фокус нашег размишљања о етици, етика врлина инсистира да је карактер а не последице акција оно што би требало да буде тачка фокуса. Неки етичари врлина тврде да консеквенцијалистичке теорије у потпуности занемарују развој и важност моралног карактера. На пример, Филипа Фут тврди да последице саме по себи немају етички садржај, осим ако је дат врлином као што је беневолентност.
Како год, консеквенцијализам и етика врлина не морају да буду у целости антагонистичке. Филозоф Ијан Кинг је развио приступ који обједињује две школе. Други консеквенцијалисти разматрају ефекте на карактер људи укључених у чин при процењивању последице. Слично овоме, консеквенцијалистичка теорија може за циљ да има максимизацију одређене врлине или сета врлина. На крају, пратећи Футов траг, појединац може да усвоји врсту консеквенцијализма који заступа да виртуозна активност ултимативно произведе најбоље последице.

### Ултимативни циљ
Ултимативни циљ или крајњи циљ је концепт у моралној филозофији Макса Вебера, у којој сваки појединац делује на уверљив а не рационалан начин.
Морамо бити начисто што се тиче чињенице да сва етички оријентисана понашања могу да буду вођена једном од две фундаментално различите и неизмирљиве максиме: понашање може бити оријентисано према "етици ултимативних циљева" или према "етици одговорности". Ово не значи да је етика крајњег циља идентична са неодговорношћу, или да је етика одговорности идентична непринципијелном опортунизму. Природно, нико ово не каже. Међутим, постоји недосежан контраст између понашања које прати максима етике ултимативног циља — то јест, у религијским терминима, "хришћанин ради исправно и оставља резултате с Богом" — и понашања које прати максима етичке одговорности, у којем случају појединац мора да узме у обзир предвидљиве резултате акције појединца.— Макс Вебер, Политика као позив (1918)

## Етимологија
Термин консеквенцијализам је сковала Елизабет Енском у свом есеју „Модерна морална филозофија” (енгл. Modern Moral Philosophy) из 1958. године, и то да би описала оно што види као централну грешку одређених теорија морала, као што су оне које је излагао Мил или Сиџвик.
Фраза и концепт „циљ оправдава средство” потичу најмање из 1. века п. н. е. Наиме, Овидије је написао у свом „Heroides-у” Exitus acta probat („резултат оправдава дело”).

## Критика
Елизабет Енском приговара концеквенцијализму на основу тога што не пружа етичко вођство за оно што би неко требало да ради, јер не постоји разлика између последица које се превиде и оних које су намерне.
Бернард Вилијамс је тврдио да је консеквенцијализам отуђујући јер захтева од моралних чинилаца да ставе превише разлике између себе и сопствених пројеката и посвећености. Вилијамс тврди да консеквенцијализам захтева од моралних чинилаца да имају стриктно неперсоналан поглед на све акције, пошто су то само последице, а не на онога ко их чини, за што се каже да је важно. Вилијамс тврди да ово захтева превише од моралног чиниоца — пошто (како он тврди) консеквенцијализам захтева од њих да буду спремни на жртвовање било којих и свих личних пројеката и онога чему су посвећени у било којој околности само да би се борили за најкориснији могући исход акције. На пример, да учествовање у криминалној радњи може бити од значаја, чак и ако је криминал у сваком случају почињен, или би чак био гори, без учествовања чиниоца.
Неки консеквенцијалисти — најзначајније Питер Рејлтон — покушали су да развију форму консеквенцијализма која признаје и избегава замерке које је изнео Вилијамс. Рејлтон каже да Вилијамсова критика може да се избегне усвајањем облика консеквенцијализма у којем се моралне одлуке одређују врстом живота који изражавају. Према његовом ставу, чинилац би требало да изабере облик живота који ће, у целини, дати најбоље могуће свеукупне ефекте.

## Значајни консеквенцијалисти
- Р. М. Адамс (рођен 1937)
- Џонатан Барон (рођен 1944)
- Џереми Бентам (1748—1832)
- Ричард Б. Брант (1910—1997)
- Џон Дјуи (1857—1952)
- Милтон Фридман (1912—2006)
- Дејвид Фридман
- Вилијам Гудвин (1756—1836)
- Р. М. Хер (1919—2002)
- Сем Харис (рођен 1967)
- Џон Харсанји (1920—2000)
- Бред Хукер
- Франсис Хачисон (1694—1746)
- Шели Кејган
- Николо Макијавели (1469—1527)
- Џејмс Мил (1773—1836)
- Џон Стјуарт Мил (1806—1873)
- Џ. Е. Мур (1873—1958)
- Моци (470—391. п. н. е.)
- Филип Петит (рођен 1945)
- Питер Рејлтон (рођен 1950)
- Хенри Сиџвик (1838—1900)
- Питер Сингер (рођен 1946)
- Џ. Џ. К. Смарт (1920—2012)